# Sechs-Parteien-Gespräche

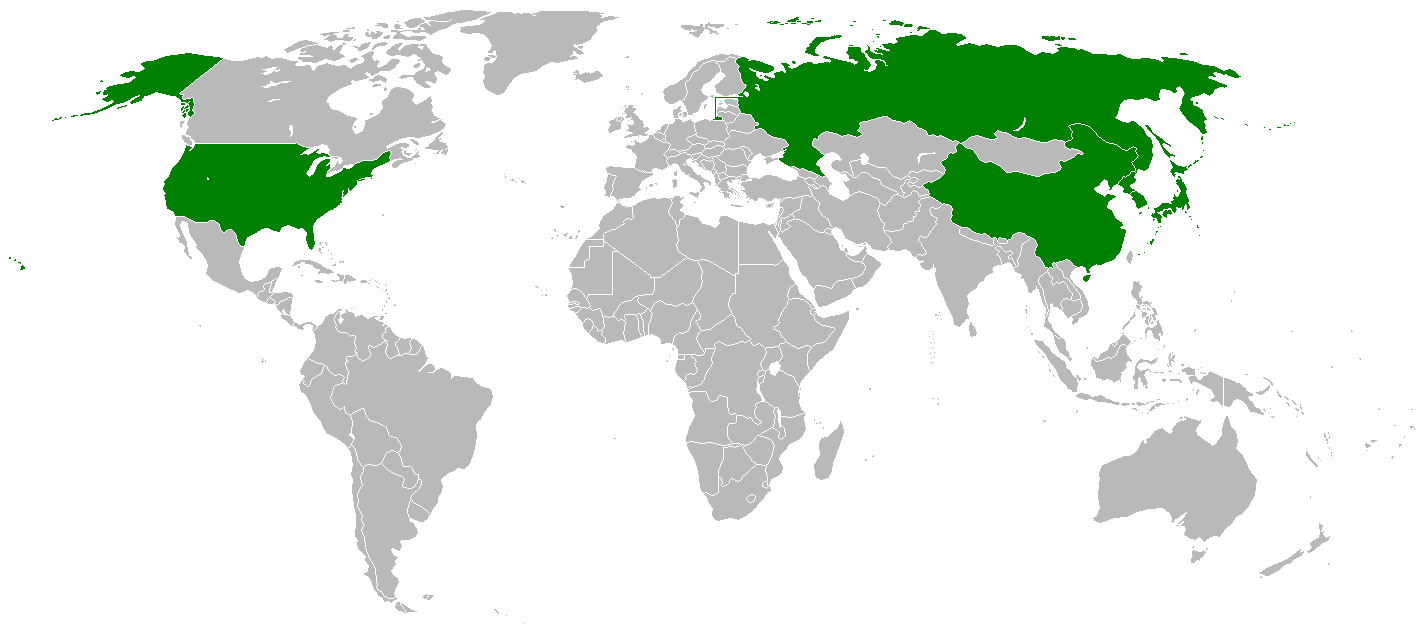
Teilnehmerstaaten der Sechs-Parteien-Gespräche:
russisch Russland

In den Sechs-Parteien-Gesprächen wurde ab August 2003 über das nordkoreanische Kernwaffenprogramm verhandelt.
Die teilnehmenden Nationen waren Nordkorea und die Nachbarstaaten Südkorea, Volksrepublik China und Russland, sowie Japan und die Vereinigten Staaten. Die Gespräche sollten eine friedliche Lösung des Konflikts herbeiführen. Jedoch werden die Verhandlungen beinahe mit Regelmäßigkeit von einer der Parteien boykottiert.
Nordkorea wurde vorgeworfen, ein geheimes Kernwaffenprogramm zu unterhalten. Anfang 2004 bot Nordkorea unter anderem an, für verschiedene wirtschaftliche Gegenleistungen die Weiterentwicklung seiner gesamten Atomenergie- und Atommwaffenanlagen auf Eis zu legen. Darauf ging die amerikanische Regierung nicht ein. Am 10. Februar 2005 erklärte die nordkoreanische Regierung offiziell, im Besitz von einsatzfähigen Kernwaffen zu sein und trat gleichzeitig aus den Sechs-Parteien-Gesprächen aus. Mit Hilfe von weitreichenden Trägersystemen ist Nordkorea fähig, zumindest alle seine benachbarten Staaten zu erreichen, also auch Südkorea.
Am 13. Februar 2007 zeichnete sich eine Einigung mit der Zusage der nordkoreanischen Seite ab, alle nordkoreanischen kerntechnischen Anlagen (darunter die in Nyŏngbyŏn) im Austausch gegen wirtschaftliche, humanitäre und Energiehilfe im Wert von 1.000.000 t Schweröl zu schließen und Inspektionen durch Ausländer zuzulassen. Innerhalb von 60 Tagen sollte zunächst Hilfe über 50.000 t Schweröl geliefert werden.
Am 14. April 2009 erklärte Nordkorea nach internationaler Kritik an einem nordkoreanischen Raketentest seinen Ausstieg aus den Gesprächen.

## Teilnehmende Diplomaten
- Ihara Junichi (Chefunterhändler Japans)